# Parvand
Parvand (persiska: پروند) är en ort i Iran.   Den ligger i provinsen Khorasan, i den nordöstra delen av landet, 500 km öster om huvudstaden Teheran. Parvand ligger 904 meter över havet och antalet invånare är 396.
Terrängen runt Parvand är huvudsakligen platt, men åt sydväst är den kuperad.Runt Parvand är det ganska glesbefolkat, med 29 invånare per kvadratkilometer. Närmaste större samhälle är Malvand, 14,1 km öster om Parvand. Trakten runt Parvand är ofruktbar med lite eller ingen växtlighet.